# Marcia Wallace
Marcia Karen Wallace (Creston, 1º novembre 1942 – Los Angeles, 25 ottobre 2013) è stata un'attrice, comica e conduttrice televisiva statunitense, principalmente conosciuta per i suoi ruoli nelle commedie televisive.

## Biografia
È conosciuta per il suo ruolo della segretaria Carol Kester nella sitcom The Bob Newhart Show e come voce di Edna Caprapall della serie animata I Simpson, per la quale ha vinto un Emmy Award nel 1992.
Morì il 25 ottobre 2013 una settimana prima del suo settantunesimo compleanno a seguito di una polmonite mista a sepsi come conseguenza di un tumore al seno. I funerali si sono tenuti in forma privata e il suo corpo è stato in seguito cremato.
Nel terzo episodio della venticinquesima stagione de I Simpson viene ricordata la sua scomparsa, durante la sigla iniziale, dalla scritta alla lavagna di Bart Simpson "We'll really miss you mrs. K" (Ci mancherai molto signora Caprapall). Lo stesso episodio è dedicato alla sua memoria. 
Un'altra dedica alla sua memoria è presente alla fine del tredicesimo episodio "L'uomo che cresceva troppo", in cui Ned Flanders ricorda tutti i momenti passati con Edna inducendo lo spettatore a credere che fosse morta con le parole: "Come mi mancherà la sua risatina!" e in quel momento appare anche Nelson che afferma tristemente: "Haw Haw! Mancherà anche a me!".

## Filmografia

### Attrice

#### Cinema
- Pray TV, regia di Rick Friedberg (1980)
- Cara dolce strega (Teen Witch), regia di Dorian Walker (1989)
- La mamma è un lupo mannaro! (My Mom's a Werewolf), regia di Michael Fischa (1989)
- Ghoulies III - Anche i mostri vanno al college (Ghoulies III: Ghoulies Go to College), regia di John Carl Buechler (1991)
- Forever for Now, regia di Kipley Wentz (2004)
- Big Stan, regia di Rob Schneider (2007)
- Tru Loved, regia di Stewart Wade (2008)
- Muffin Top: A Love Story, regia di Cathryn Michon (2014)

#### Televisione
- Vita da strega (Bewitched) – serie TV, episodio 7x27 (1971)
- La famiglia Brady (The Brady Bunch) – serie TV, episodi 2x15-3x12 (1971)
- Colombo (Columbo) – serie TV, episodi 1x01-1x05 (1971)
- Love, American Style – serie TV, episodio 3x16 (1972)
- The Bob Newhart Show – serie TV, 140 episodi (1972-1978)
- Insight – serie TV, un episodio (1978)
- Love Boat (The Love Boat) – serie TV, episodio 1x23 (1978)
- Angeli volanti (Flying High) – serie TV, episodio 1x00 (1978)
- Naufragio in allegria (The Castaways on Gilligan's Island) – film TV (1979)
- Fantasilandia (Fantasy Island) – serie TV, episodio 3x13 (1979)
- Gridlock – film TV (1980)
- Characters – film TV (1980)
- CHiPs – serie TV, episodio 4x06 (1980)
- Magnum, P.I. – serie TV, episodio 1x18 (1981)
- La piccola grande Nell (Gimme a Break!) – serie TV, episodio 2x20 (1983)
- Detective per amore (Finder of Lost Loves) – serie TV, episodio 1x01 (1984)
- La signora in giallo (Murder, She Wrote) – serie TV, episodio 3x05 (1986)
- ALF – serie TV, episodi 1x22-1x24 (1987)
- Giudice di notte (Night Court) – serie TV, episodio 5x16 (1988)
- Mathnet – serie TV, episodio 2x04 (1988)
- Super Vicky (Small Wonder) – serie TV, episodio 4x01 (1988)
- Baby Sitter (Charles in Charge) – serie TV, episodi 4x07-5x03 (1989-1990)
- L'amico di legno (What a Dummy) – serie TV, episodio 1x10 (1990)
- I mostri vent'anni dopo (The Munsters Today) – serie TV, episodio 3x22 (1991)
- Tutti al college (A Different World) – serie TV, episodio 6x13 (1992)
- Gli amici di papà (Full House) – serie TV, 4 episodi (1993-1995)
- Kirk – serie TV, episodio 1x07 (1995)
- Un angelo poco... custode (Teen Angel) – serie TV, episodio 1x01 (1997)
- George & Leo – serie TV, episodio 1x08 (1997)
- Murphy Brown – serie TV, episodi 6x21-10x13 (1994-1998)
- Maggie – serie TV, episodio 1x22 (1999)
- That's My Bush! – serie TV, 8 episodi (2001)
- Providence – serie TV, episodio 4x21 (2002)
- Settimo cielo (7th Heaven) – serie TV, episodi 7x21-7x22-8x01 (2003)
- Triple Play – film TV (2004)
- Febbre d'amore (The Young and the Restless) – serial TV, 14 puntate (2009)
- Vampire Mob – serie TV (2010)

### Doppiatrice
- Darkwing Duck – serie TV animata, 4 episodi (1991-1992)
- Raw Toonage – serie TV animata, episodio 1x08 (1992)
- I Simpson (The Simpsons) – serie TV, 172 episodi, voce (1990-2013) – Edna Caprapall
- Bart Simpson: Do the Bartman, regia di Brad Bird – cortometraggio (1990)
- Che magnifico campeggio (Camp Candy) – serie TV animata, episodio 3x06 (1992)
- Batman – serie TV animata, episodio 1x52 (1993)
- La famiglia Addams (The Addams Family) – serie TV animata, episodio 2x04 (1993)
- Capitan Planet e i Planeteers (Captain Planet and the Planeteers) – serie TV animata, episodio 4x10 (1993)
- Aladdin – serie TV animata, episodio 1x32 (1994)
- Io sono Donato Fidato (I Am Weasel) – serie TV animata, episodio 3x10 (1998)
- Catastrofici castori (The Angry Beavers) – serie TV animata, episodio 2x11 (1998)
- I Rugrats (Rugrats) – serie TV animata, episodio 9x08 (2004)
- I Simpson - Il film (The Simpsons Movie), regia di David Silverman (2007) - scene tagliate
- Monsters University, regia di Dan Scanlon (2013)

## Doppiatrici italiane
- Franca Lumachi in Cara dolce strega
- Anna Teresa Eugeni ne La signora in giallo
- Silvia Monelli in Tre ragazze in volo
- Paola Giannetti in That's My Bush!

Da doppiatrice è stata sostituita da:
- Franca Lumachi ne I Simpson